# Йоель Абу Ханна
Йоель Абу Ханна (нім. Joel Abu Hanna; нар. 22 січня 1998, Тросдорф, Німеччина) — німецький та ізраїльський футболіст, центральний захисник варшавської «Легії» та збірної Ізраїлю. На умовах оренди грає за «Лехію» (Гданськ).

## Клубна кар'єра

### Ранні роки. Німецькі клуби
На дитячому рівні виступав за команди СК «Укерат» та «ТуРа Геннеф». У 2008 році перейшов до юнацької команди «Баєра 04» з Бундесліги.
Наприкінці серпня 2017 року перейшов до представника Другої Бундесліги ФК «Кайзерслаутерн». У цьому турнірі зіграв 11 матчів й за підсумками сезону разом з командою опустився до Третьої ліги. Також виступав за другу команду «Кайзерслаутерна».
Після відходу з «Кайзерслаутерна», напередодні старту сезону 2018/19 років підписав контракт з новачком Другої Бундесліги ФК «Магдебург», термін дії якого спливав 30 червня 2020 року. Так і не зігравши жодного офіційного матчу в першій частині сезону 2018/19 років, на другу частину сезону відправився в оренду до «Фортуни» (Кельн).

### «Зоря» (Луганськ)
Наприкінці червня 2019 року прибув на перегляд до «Зорі», з якою відправився на тренувальний збір. В середині липня 2019 року підписав 2-річний контракт з «чорно-білими». Дебютував у футболці луганців 25 липня 2019 року в переможному (3:1) виїзному поєдинку другого кваліфікаційного раунду Ліги Європи проти «Будучності». Джоель вийшов на поле на 85-й хвилині, замінивши Богдана Михайліченка. У Прем'єр-лізі дебютував 28 липня 2019 року в переможному (1:0) виїзному поєдинку 1-о туру проти полтавської «Ворскли». Абу Ханна вийшов на поле в стартовому складі та відіграв увесь матч.

### «Легія»
1 липня 2021 року на правах вільного агента перейшов до лав варшавської «Легії». Дебютував за польський клуб 24 липня у матчі чемпіонату проти «Вісли» (Плоцьк), бувши замінений на 81-й хвилині Філіпом Младеновичем.

## Кар'єра в збірній
Викликався до юнацьких збірних Німеччини різних вікових категорій.
11 жовтня 2020 року дебютував за збірну Ізраїлю у матчі Дивізіону Б Ліги Націй проти збірної Чехії, відігравши перший тайм та бувши замінений поперерві Суном Менахемом.

## Статистика виступів

### Статистика виступів за збірну
Станом на 12 жовтня 2021 року
| Дата       | Місто     | Господарі  | Результат | Гості   | Турнір                               | Голи | Примітки |
| ---------- | --------- | ---------- | --------- | ------- | ------------------------------------ | ---- | -------- |
| 11-10-2020 | Хайфа     | Ізраїль    | 1 – 2     | Чехія   | Ліга націй УЄФА 2020-2021 - 1-й етап | -    | 46'      |
| 25-3-2021  | Тель-Авів | Ізраїль    | 0 – 2     | Данія   | Відбір до ЧС 2022                    | -    | 46'      |
| 31-3-2021  | Кишинів   | Молдова    | 1 – 4     | Ізраїль | Відбір до ЧС 2022                    | -    | 70'      |
| 5-6-2021   | Подгориця | Чорногорія | 1 – 3     | Ізраїль | товариський матч                     | -    |          |
| 9-6-2021   | Лісабон   | Португалія | 4 – 0     | Ізраїль | товариський матч                     | -    | 46'      |
| 12-10-2021 | Корк      | Ізраїль    | 2 – 1     | Молдова | Відбір до ЧС 2022                    | -    | 46'      |
| Усього     |           | Матчів     | 6         |         | Голів                                | 0    |          |

## Особисте життя
Народився в Німеччині. Батько — ізраїльський араб, мати — німкеня.